# Gazeta Szamotulska
Tygodnik Gazeta Szamotulska – tygodnik regionalny, od 1992 roku ukazujący się na terenie powiatu szamotulskiego. W okresie od 1992 do 1995 roku był dwutygodnikiem. Założycielem i redaktorem naczelnym czasopisma jest Marek Libera.
Tygodnik informuje o wydarzeniach regionalnych, w tym dotyczących lokalnej polityki, kultury i sportu. Uhonorowany został w 1998 roku II nagrodą w czwartej edycji konkursu polskiej prasy regionalnej, organizowanego przez Institute for Democracy in Eastern Europe. W 1994 roku zdobył wyróżnienie w drugiej edycji tego konkursu.
Objętość gazety wynosi zazwyczaj 20 stron.